# Формални сделки
Формални сделки са тези, които пораждат правно действие само, ако са сключени в установената от закона форма. Институтът идва от древното римско право и има отражения в съвременното право.

## История на института
Този вид договори се появява в първите столетия на Римската република, когато стопанския обмен е недоразвит и примитивен. След успешните завоевания на Рим, които осигурили огромни богатства в ръцете на квиритите настъпва промяна в икономиката на римското общество. Наред с натуралното стопанство се появява и робовладелското стоково стопанство и свързаният с него оживен стокообмен. Развитият стокообмен от своя страна изисквал бързина при сключването на договорите, която при формалните актове била невъзможна. Под влияние на правото на народите (ius gentium) и чрез твоческото дело на римската юриспруденция най-важните договори, чрез които се извършвал стопанския обмен, започнали да се сключват и по цивилното право без да се спазва определена форма. Така покупко-продажбата, наемът, поръчката и дружеството се превърнали в консенсуални договори.
До пълно отпадане на формалните договори не се стига поради две причини: на първо място, затова, защото най-важния от формалните договори – стипулацията – се пригодил към изискванията на усложнения обмен чрез смекчаване на формата. На второ място, защото в редица случаи важността на сключваната сделка, обсановката, при която ставало сключването и, мотивирали страните да предпочетат забавянето и другите неудобства на формата, за да си осигурят найните преимущества.
Формалните договори на древното римско право са договори на стриктното право. Те трябва да се тълкуват строго и задължавали за всичко, което страните са се уговорили, без оглед на това дали е уговореното е резултат на грешка, насилие или измама. Но обвързвайки страните да изпълняват стриктно това, което са уговорили, формалните договори не ги задължават освен за уговореното изрично.

### Видове формални договори

#### Нексум (Nexum)
Нексумът е най-древния римски договор за заем. Относно неговата същност се водят спорове в романистичната литература, като някои автори дори отричат съществуването на нексума като договор. Споровете се обясняват с това, че нексума е един от най-древните институти на римското право и много рано е изместен от други договори (дори на класическите римски юристи той не е бил познат).
Сведенията за този договор са от Дванадесетте таблици, според които за определяне на последиците на нексума и манципацията били меродавни произнесените тържествени словесни формули. Друг източник е Варон, който в съчинението си „За латинския език“ казва „нексумът е актът, извършван с бронз и везни с цел да се създаде една облигация“. За нексума пише и Гай в своите „Институции“.
Нексумът е формален договор за заем, който се извършвал в присъствието на пет души свидетели (пълнолетни римски граждани) и на един везномерец, който претеглял дадения в заем бронз (използвам вместо пари по това време). Претегления бронз бил предаван от кредитора на длъжника, като кредитора произнасял дамнация срещу длъжника (обявявал длъжника за осъден да плати бронза, който му е предал). По силата на този договор при неизпълнение от страна на длъжника, кредитора може да пристъпи към принудително изпълнение върху личността на длъжника (благодарение на manus iniectio), без да е нужно предявяване на иск, за да докаже на правото си. От друга страна, на нексума може да се погледне като на акт на самоманципиране на длъжника, акт, чрез който длъжника залагал на кредитора сам себе си. Това е и основанието, на което при неизпълнение може да се стигне до физическото обвързване на длъжника с вериги или волски жили, практикувано в този период (виж облигационни отношения).
Причината, поради която нексумът отмира е, че длъжниците-плебеи по силата на договора изпадат в извънредно тежко положение – оковани във вериги или вързани с волски жили, изцяло изложение на произвола на кредитора. Затова длъжниците водели упорита борба срещу нексума, която в края на IV в. преди н.е. се увенчала с успех. Законът на Петелий от 326 г. преди н.е. забранил в бъдеще да се оковават във верги други длъжници освен деликвентите. Така било премахнато главното практическо преимущество на нексума и спяла и употребата му. След този закон, договорите за заем се сключвали чрез просто предаване на вещите.

#### Стипулация (Stipulatio)
Стипулацията е формален договор, който се сключвал чрез въпрос и отговор. Кредитора пита длъжника обещава ли да извърши определена престация, на което длъжника отговарял, че обещава. С това договорът бил сключен. Кредитора задава въпроса устно, като отговора също трябва да е устен и даден незабавно.
Макар и проста, с течение на времето стипулацията била опростена още повече – добавени били различни глаголи за отговор („обещавам“, „ще дам“, „ще направя“ и др), който в крайна сметка правят така, че стипулацията да е достъпна и за перегрините (в класическия период това са свободни жители на римската империя, които не са нито римски граждани, нито латини; етимологично „тпзи, който е преминал през земите“ – qui per agros venit). В класическото право се приема, че стипулацията може да се сключи и на друг език, а в следкласическото можела да се сключи без строгата вербална форма или покриване на въпроса и отговора. Под гръцко влияние стипулацията станал писмен договор – първоначално използван само за доказателство, а впостедствие се стигнало до презумпцията, че при наличието на договор е извършена стипулация (договора замества стипулацията).
Стипулацията е едностранен договор (създава задължения само за едната страна). Тя е договор на стриктоното права и следователно задължава само за изрично уговореното. Освен това тя е и анстрактен договор, тъй като не е необходимо във формулата да бъде указана причината за сключването на стипулацията (а тя може да бъде най-различна – замяна, дарение, заем и т.н.). Стипулацията намира приложение и при консенсуалните договори (за да им се придаде тежест и сигурност) и при оформяне на различни неформални съглашения. Освен това тя се използвала и за създаване на солидарни и акцесорни задължения, за уговаряне на наказателни клаузи, за подновяване на задължения и др.

#### Dictio dotis и iusiurandum liberti
Dictio dotis се нарича формалния договор за учредяване на зестра, който за разлика от стипулацията се сключва само чрез едностранна тържествена декларация на длъжника. Първоначално само жената и неин възходящ по бащина линия могли да учредяват зестра по този начин. В класическото право такъв договор може да се учреди и от делегиран от жената неин длъжник.
Dictio dotis създава облигационно право в полза на съпруга. В класическото право чрез него той може да погаси свое задължение към учредяващия зестрата. Правното действие на договора зависело от сключването на брака.
В следкласическото право този институт се запазил в западната половина на имерията, а в източната бил заменен от пакт за учредяване на зестра. В Дигестите (виж Corpus Iuris Civilis) този инститтут не е запазен.
Iusiurandum liberti е формален договор, чрез който един освободен роб обещавал на своя бивш господар да му работи определено число дни. В древното право обещанието се дава преди робът да бъде освободен и в този смисъл той полага клетва, която няма юридическа стойност, но е спазвана поради религиозни санкции. В Юстиниановото право институтът отпада.

#### Литерален договор
Литералния договор е формален договор, който се сключва чрез извършването на вписване в касовата книга на кредитора.
Римляните водели дневник, в който вписвали ден по ден всички касови операции, които извършвали. От този дневник през определен период от време (обикновене ежемесечно) касовите операции били нанасяни в нова книга – codex accepti et expensi. Вписванията били правени по такъв начин, че от едната страна да е полученото, а от другата разходеното. Тези вписвания не създавали задължения, а само ги констатирали. По времето на Републиката се появили прехврълителните вписвания – тук вписаното не отговаряло на реално направените постъпления и разходи, а суздавало задължения.
За сключването на такъв договор се изисква съгласието на длъжника. Той допускал уговаряне на срок, но не и на условие. Първоначално литерални договори можело да се сключват само между римски граждани, тъй като перегрините не можело да водят касов книги. Впоследствие била допусната възможността те да се задължават чрез една транскрипция.

##### Transscriptio a persona in personam
Чрез това вписване на мястото на един стар длъжник се вписва нов. За целта кредиторът вписва, че е получил от длъжника определената сума, а след това я вписва като дадена на новия длъжник. За да се стигне до такова вписване обиновено старият длъжник делегирал на кредитора един свой длъжник да се задължи вместо него (прехвърляне на вземане).

##### Transscriptio a re in personam
Чрез това вписване едно съществуващо задължение се превръщало в задължение по литерален договор. За да стане това кредитора вписвал, че е получил сумата по старото задължение от своя длъжник, а след това е вписвал, че дава същата съма на същия длъжник. Така без фактически действия едно естествено задължение ставало задължение по литерален контаркт, което е защитено с цивилноправна санкция.
Предимство на литерланите договори е, че могат да се сключват и между отсъстващи. Въпреки това обаче, още по времето на Гай този вид договори бил в упадък. В края на класическото право изчезнали окончателно.